# Harutjun Harutjunjan
Harutjun Harutjunjan (armenisch Հարություն Հարությունյան, englisch Harutyun Harutyunyan; * 5. April 2000 in Zaghkadsor) ist ein armenischer Skirennläufer.

## Karriere
Harutjunjan gab sein internationales Renndebüt am 16. November 2016 in Diavolezza. Sein erstes internationales Großereignis bestritt er knapp 2 Jahre später beim Europäischen Olympischen Winter-Jugendfestival in Erzurum. Dort erreichte er als beste Platzierung den 27. Rang im Slalom.
2019 nahm Harutjunjan an seinen ersten Weltmeisterschaften teil. Bei den Wettkämpfen in Åre belegte er im Riesenslalom den 108. Platz.
Abgesehen von internationalen Großereignissen startet Harutjunjan hauptsächlich bei FIS-Rennen und nationalen Meisterschaften. Seine bisher beste Platzierung gelang ihm 2023 bei den Winter World University Games in Lake Placid mit Rang 37 im Riesenslalom.
Im selben Jahr gewann er zum zweiten Mal nach 2022 sowohl den armenischen Meistertitel im Riesenslalom als auch im Slalom.

## Erfolge

### Olympische Winterspiele
- Peking 2022: DNS Riesenslalom

### Weltmeisterschaften
- Åre 2019: 108. Riesenslalom, DNS Slalom
- Cortina d’Ampezzo 2021: 61. Riesenslalom, DNF Slalom
- Courchevel/Méribel 2023: DNF Riesenslalom, DNF Slalom
- Saalbach 2025: 63. Slalom, 85. Riesenslalom

### Universiade/Winter World University Games
- Krasnojarsk 2019: DNF Riesenslalom, DNF Slalom
- Lake Placid 2023: 37. Riesenslalom, DNF Slalom
- Bardonecchia 2025: 41. Slalom, 63. Riesenslalom

### Europäisches Olympisches Winter-Jugendfestival
- Erzurum 2017: 27. Slalom, 36. Riesenslalom

### Weitere Erfolge
- Armenischer Meister im Slalom (2022, 2023)
- Armenischer Meister im Riesenslalom (2022, 2023)
- Armenischer Vizemeister im Slalom (2018, 2021, 2024)
- Armenischer Vizemeister im Riesenslalom (2020, 2024)
- 5 Siege bei FIS-Rennen